# Gonatopus distinguendus
Gonatopus distinguendus är en stekelart som beskrevs av Jean-Jacques Kieffer 1905. Gonatopus distinguendus ingår i släktet Gonatopus, och familjen stritsäcksteklar. Enligt den finländska rödlistan är arten otillräckligt studerad i Finland. Arten är reproducerande i Sverige. Artens livsmiljö är torra gräsmarker.